# PRKAA1
PRKAA1 (англ. Protein kinase AMP-activated catalytic subunit alpha 1) – білок, який кодується однойменним геном, розташованим у людей на короткому плечі 5-ї хромосоми. Довжина поліпептидного ланцюга білка становить 559 амінокислот, а молекулярна маса — 64 009.
| 10         |  | 20         |  | 30         |  | 40         |  | 50         |
| ---------- |  | ---------- |  | ---------- |  | ---------- |  | ---------- |
| MRRLSSWRKM |  | ATAEKQKHDG |  | RVKIGHYILG |  | DTLGVGTFGK |  | VKVGKHELTG |
| HKVAVKILNR |  | QKIRSLDVVG |  | KIRREIQNLK |  | LFRHPHIIKL |  | YQVISTPSDI |
| FMVMEYVSGG |  | ELFDYICKNG |  | RLDEKESRRL |  | FQQILSGVDY |  | CHRHMVVHRD |
| LKPENVLLDA |  | HMNAKIADFG |  | LSNMMSDGEF |  | LRTSCGSPNY |  | AAPEVISGRL |
| YAGPEVDIWS |  | SGVILYALLC |  | GTLPFDDDHV |  | PTLFKKICDG |  | IFYTPQYLNP |
| SVISLLKHML |  | QVDPMKRATI |  | KDIREHEWFK |  | QDLPKYLFPE |  | DPSYSSTMID |
| DEALKEVCEK |  | FECSEEEVLS |  | CLYNRNHQDP |  | LAVAYHLIID |  | NRRIMNEAKD |
| FYLATSPPDS |  | FLDDHHLTRP |  | HPERVPFLVA |  | ETPRARHTLD |  | ELNPQKSKHQ |
| GVRKAKWHLG |  | IRSQSRPNDI |  | MAEVCRAIKQ |  | LDYEWKVVNP |  | YYLRVRRKNP |
| VTSTYSKMSL |  | QLYQVDSRTY |  | LLDFRSIDDE |  | ITEAKSGTAT |  | PQRSGSVSNY |
| RSCQRSDSDA |  | EAQGKSSEVS |  | LTSSVTSLDS |  | SPVDLTPRPG |  | SHTIEFFEMC |
| ANLIKILAQ  |  |            |  |            |  |            |  |            |

A: Аланін

C: Цистеїн

D: Аспарагінова кислота

E: Глутамінова кислота

F: Фенілаланін

G: Гліцин

H: Гістидин

I: Ізолейцин

K: Лізин

L: Лейцин

M: Метіонін

N: Аспарагін

P: Пролін

Q: Глутамін

R: Аргінін

S: Серин

T: Треонін

V: Валін

W: Триптофан

Кодований геном білок за функціями належить до трансфераз, кіназ, серин/треонінових протеїнкіназ, регуляторів хроматину, фосфопротеїнів. 
Задіяний у таких біологічних процесах, як транскрипція, регуляція транскрипції, метаболізм жирних кислот, метаболізм ліпідів, метаболізм холестеролу, метаболізм стероїдів, метаболізм стеролів, біологічні ритми, автофагія, біосинтез жирних кислот, біосинтез ліпідів, біосинтез холестеролу, біосинтез стероїдів, біосинтез стеролів, сигнальний шлях Wnt, альтернативний сплайсинг, поліморфізм. 
Білок має сайт для зв'язування з АТФ, нуклеотидами, іонами металів, іоном магнію. 
Локалізований у цитоплазмі, ядрі.